# 浜本沙良
sarah（サラ、1970年10月8日 - ）は、日本の元歌手、元モデル。神奈川県横浜市出身。血液型はA型。本名および旧芸名は浜本 沙良（はまもと さら）。かつての所属はビーンズ。

## 経歴
- 石川セリや松任谷由実に憧れてモデルから転身し[3]、1994年6月17日、フォーライフよりシングル「さよならは天使のはじまり」でデビュー。愛奴のメンバーである山崎貴生（現：劉哲志）の門下生[4]。
- 1997年、ワーナーミュージック・ジャパン傘下のWEA Japan内に設置されたPHOTONレーベルに移籍すると同時に、sarahに改名した。
- 1999年、テイチクエンタテインメント傘下のZEBRAZONEレーベルに移籍。
- 2000年にアルバム『優しい日々』を発売。その後は2002年2月までテイチクエンタテインメントの公式サイトにアーティストページが存在したが[2]、同年6月には削除されている[5]。その後の活動は不明。
- 2023年3月22日、PHOTONから発売された楽曲がサブスクリプションサービスで配信解禁された[6]。

## ディスコグラフィ

### 未発表曲
| 楽曲                     | 作詞・作曲                                  | JASRAC作品コード |
| ------------------------ | ------------------------------------------- | ---------------- |
| 天高く                   | 作詞：増山龍太 作曲：GÉOPPO・Nadège Cellier | 060-3641-4       |
| CHASE                    | 作詞：増山龍太 作曲：GÉOPPO・sarah          | 060-3637-6       |
| 暮れ行く街に灯はともりて | 不明                                        | -                |

## タイアップ
| 曲名                     | タイアップ                                                   |
| ------------------------ | ------------------------------------------------------------ |
| さよならは天使のはじまり | NTT DoCoMo関西「愛の嵐の物語」CMソング                       |
| FOLLOW ME                | ルネサンス長崎「伊王島」CMソング                             |
| What is Love             | NTT DoCoMo関西「愛の嵐の物語」CMソング                       |
| あなたが好き             | 名鉄百貨店「お歳暮 '94」CMソング                             |
| 風の輝く場所で           | 日本テレビ系『ぜぜぜのぜんじろう』エンディングテーマ         |
| ふたり                   | 日本テレビ系『発明将軍ダウンタウン』エンディングテーマ       |
| 夏の終電車               | TBSテレビ系『face2』エンディングテーマ                       |
| MIXED EMOTIONS           | 日本テレビ系テレビドラマ『亀岡中学教師ご一行様』主題歌       |
| 春ある国に生まれ来て     | さくら銀行CMソング                                           |
| くれない                 | 読売テレビ系テレビドラマ『くれなゐ』主題歌                   |
| 雲のゆくえ               | さくら銀行CMソング                                           |
| 存在                     | オリジナルビデオ『続・バブルと寝た女たち』エンディングテーマ |
| がんばらなくてもいいよ   | 映画『アイ・ラヴ・ユー』挿入歌                               |
| 天真爛漫                 | さくら銀行CMソング                                           |

## 主な出演
テレビ
- GiRLPOP（テレビ神奈川）

ラジオ
- Hot Night Part1 浜本沙良のeyes to me（エフエム富士）
- 合点!太巻天狗（エフエム愛知）
- FRIDAY TRICOLORE（エフエム大阪）
- CROSS FM
- POWER ZZZ（エフエム富士）
- GiRLPOP '95（ベイエフエム）
- GiRLPOP '96（ベイエフエム）

ライブイベント
- Power Zzz summer festival '95（1995年7月30日）
- 白百合女子大バンドコンテスト（1995年10月28日） - ゲスト
- 新宿アルタ内イベント（1995年11月12日） - ゲスト
- 九州工業大学情報工学部（1995年11月23日） - ゲスト